# سلین سیوریکایا
سلین سیوریکایا (انگلیسی: Selin Sivrikaya؛ زادهٔ ۱ ژانویهٔ ۱۹۹۷) بازیکن فوتبال اهل ترکیه است.
وی همچنین در تیم‌های ملی فوتبال Turkey women's national under-17 football team, Turkey women's national under-19 football team، و Turkey women's national under-21 football team بازی کرده‌است.